# I Wanna Be Your Lover
I Wanna Be Your Lover è il terzo singolo del cantante e musicista statunitense Prince, pubblicato nel 1979 dalla Warner Bros. Records ed estratto dall'album Prince. È stato il primo singolo di successo nella carriera di Prince, piazzandosi al primo posto nella classifica R&B e all'undicesimo posto nella Hot 100 di Billboard.
I B-side sono due, e variano a seconda della provenienza del disco, ma sono entrambi estrapolati dal precedente album For You. Negli USA fu scelto My Love Is Forever, mentre nel Regno Unito Just as Long as We're Together.

## Video Musicale
Esistono due video musicali di I Wanna Be Your Lover.
La prima versione mostra semplicemente Prince, vestito con una maglietta leopardata e un jeans, cantare ad un microfono, con uno sfondo nero. Durante il video appaiono anche frammenti di video in cui suona alcuni strumenti.
L'altra versione, non presente nella raccolta The Hits Collection, mostra invece Prince ed i membri della band che canta in una stanza dipinta di marrone chiaro.

## Cover
Nel 1994 i fratelli Gayle & Gillian Blakeney, già attori della soap opera Neighbours, coverarono la canzone intitolandola Wanne Be Your Lover che si piazzò al 62º posto nella classifica dei singoli inglese.

## Riferimenti Culturali
La canzone è stata usata nella serie I Soprano della HBO, nell'episodio "The Second Coming" e si sente in sottofondo al Bada Bing club.
La canzone è presente anche nel film Ready Player One (2018).